# رونالد كرامر
رونالد كرامر (بالإنجليزية: Ronald Kramer)‏ هو شخصية أعمال أمريكي، ولد في 1958 في الولايات المتحدة.